# Étienne Destot

El espacio en la muñeca delimitado por los huesos ganchoso, grande, piramidal y semilunar. Este lugar se conoce como un lugar donde los clavos de la crucifixión de Jesucristo perforaron su muñeca.

Étienne Destot (1 de marzo de 1864 – 3 de diciembre de 1918) fue un radiólogo y anatomista francés nativo de Dijon . Estudió medicina en Lyon, y más tarde trabajó en los hospitales de Hôtel Dieu, Croix-Rousse y Charité en Lyon. Además de su trabajo en medicina, fue un consumado escultor .
Destot fue un pionero en el campo de la radiología . En febrero de 1896, menos de dos meses después de que Wilhelm Conrad Röntgen (1845-1923) anunciara su descubrimiento de los rayos X, Destot estaba haciendo radiografías de pacientes en el Hôtel-Dieu de Lyon. Hizo miles de radiografías, muchas de las cuales eran de pacientes referidos por el cirujano Louis Léopold Ollier (1830-1900). En 1913, debido al severo daño por radiación en sus manos, se vio obligado a renunciar a su puesto como radiólogo.
Destot también hizo contribuciones en el campo de la ortopedia, y en 1911 se le atribuye ser el primer médico en utilizar el término pilon en la literatura ortopédica. Fue oficial médico durante la Primera Guerra Mundial y murió de una enfermedad en Châtillon-sur-Seine en 1918.
Su nombre está incluido en el Monumento a los mártires de rayos X y radio de todas las naciones erigido en Hamburgo, Alemania en 1936.

## Epónimo asociado
" Espacio de Destot ", también conocido como "brecha de Destot": un espacio en la muñeca delimitado por los huesos ganchoso, grande, piramidal y semilunar .